# Joseph-Marie Trinh van-Can
Joseph-Marie Trinh van-Can   (Indoxina francesa, 19 de març de 1921 - Hanoi, 18 de maig de 1990) va ser un cardenal catòlic vietnamita i traductor. També és el segon arquebisbe de l'arxidiòcesi de Hanoi, i el primer president de la Conferència episcopal vietnamita. Amb el principal paper de lideratge de l'Església catòlica al nord del Vietnam després de 1975, Trinh Van Can es considera la persona que va ajudar els catòlics del nord a superar les dificultats per viure la seva religió enmig dels canvis de la terra. La relació entre el govern vietnamita i el Vaticà ha experimentat grans canvis.
Joseph Maria Trinh Van Can provenia d'una família catòlica a Hà Nam. El 1949, va ser ordenat sacerdot i després va realitzar treballs pastorals a la catedral de Hanoi com a rector de la parròquia, al mateix temps a càrrec de la parròquia de Thinh Liet. Va ser nomenat arquebisbe coadjutor de Hanoi per la Santa Seu el 1963. Va servir al ministeri amb l'arquebisbe Joseph Maria Trinh Nhu Khue fins al 1978, quan l'arquebisbe Khue va morir sobtadament i, per descomptat, va convertir-se en arquebisbe de l'arquebisbe de Hanoi segons el dret canònic. El 1979, el papa Joan Pau II el va nomenar cardenal. Es va convertir en el segon cardenal de l'Església catòlica vietnamita. El cardenal Trinh Van Can va ocupar aquest càrrec durant 11 anys fins a la seva mort.
Després de la reunificació del Vietnam el 1975, ell i els bisbes vietnamites van establir la Conferència Episcopal del Vietnam unificada amb el consentiment del govern vietnamita. El bisbe Trinh Van Can va ocupar el càrrec de president de la Conferència Episcopal del Vietnam entre 1980 i 1990. Durant els anys 80 del segle xx, va ser qui va fer una gran contribució a la canonització dels 117 catòlics vietnamites màrtirs, els seus esforços es van trobar quan el papa Joan Pau II els va canonitzar el 1988.
A més del seu treball pastoral, Trinh Van Can és també un traductor catòlic amb moltes traduccions de la Bíblia al vietnamita. Va recollir, editar, complementar, sistematitzar i difondre antics poemes catòlics. El bisbe Can també va gravar música per a preciosos textos catòlics que s'havien escampat i desaparegut i va traduir cançons llatines al vietnamita.
El 18 de maig de 1990 va morir de pressió arterial alta i d'un atac de cor. La tomba del cardenal Trinh Van Can es troba al compartiment esquerre de la catedral de Hanoi.

## Primers anys
Trinh Van Can va néixer el 19 de març de 1921 a la parròquia de But Dong, diòcesi de Ha Nam, al poble de Dong Noi, comuna de Trac But, districte de Duy Tien, ara barri de Chau Gian, ciutat de Duy Tien, província de Ha Nam. Fill de Peter Trinh Van Dien (mort el 1952) i d'Anna Nguyen Thi Thao, tots dos del poble de But Dong. Té una germana petita anomenada Teresa Avila Trinh Thi Mieu, que actualment resideix a la parròquia de Phu Binh, Arxidiòcesi de Saigon. Els seus pares van prendre com a patró el nom de Sant Josep, perquè va néixer el dia de la festa de Sant Josep. Després de tenir el seu primer fill, Trinh Van Can, l'any 1922, el Sr. Trinh Van Dien va anar a Laos per trobar una feina d'infermer. Després d'això, va anar a Tailàndia i es va quedar a U-Bon Town fins al 1932 quan van tornar a Vietnam.
Procedent d'una família catòlica, des de petit, el nen Can va anar a treballar com a ajudant del diaca Peter Nguyen Duc Tin a la seva ciutat natal. El 28 de juny de 1929, amb motiu de la visita de la mare i el fill Trinh Van Can al rector de la parròquia, el seminarista Tin va preguntar a Trinh Van Can si volia seguir aquest seminarista i aquest va acceptar. L'endemà, la seva mare el va enviar a seguir el mestre Nguyen Duc Tin a Nam Dinh per viure i estudiar amb el rector de Nam Dinh anomenat Pédebidau (el nom vietnamita és Hoa). El 1930, després que el germà Tin fos ordenat sacerdot per ajudar a Ke Voi, es va emportar el nen Trinh Van Can amb ell i el va enviar a estudiar a l'escola del seminari Thuong Tin. El 1931, va aprovar el Compendi d'Estudis Bàsics francovietnamita i va començar la seva vida monàstica a l'escola de formació de sacerdots de Hanoi durant 3 anys. A l'inici del curs escolar 1934-1935, Trinh Van Can va ser enviat a estudiar al Seminari Menor Hoang Nguyen durant 5 anys, en aquell moment dirigit pel pare Binet (comunament conegut com a Co Ninh) com a director. Després de graduar-se i rebre el diaconat, va ser enviat per ajudar a Yen My i el 1941 va ser cridat a estudiar al Seminari Xuan Bich a Lieu Giai, dirigit per sacerdots de l'Associació de Sacerdots Xuan Bich.
Després del 2 de setembre de 1945, es va produir la guerra d'Indoxina, amb aquesta circumstància, el seminari major on estudiava Trinh Van Can va ser tancat, i va ser evacuat a la seva ciutat natal But Dong i després va anar a Dai On amb el sacerdot Peter Nguyen Duc Tin. Al voltant de març de 1947, va tornar al seminari major per estudiar la classe de teologia de l'Ordre Redemptorista a la parròquia de Thai Ha, diòcesi de Hanoi sota la tutela del rector Gagnon. A principis de 1948, va tornar a estudiar al Seminari Xuan Bich a Lieu Trai, que ara és el Seminari de Sant Josep a Hanoi, i el mateix any va fundar associacions de laics vietnamites.

## Tasca pastoral

### 1949-1963: Sacerdoci
El 3 de desembre de 1949, a la catedral de Hanoi, el bisbe Chaize va ordenar sacerdot Trinh Van Can i 4 més. Després de l'ordenació, el febrer de 1950, el nou sacerdot Can va ser nomenat a Ham Long per ajudar el rector Joseph Trinh Nhu Khue. Un any més tard, el sacerdot Trinh Nhu Khue va ser nomenat bisbe de Hanoi per la Santa Seu. També va deixar Ham Long al bisbat per ocupar el càrrec de secretari del nou bisbe. Després d'això, va ocupar simultàniament el càrrec de cap de parròquia adjunt de la catedral i director adjunt de l'escola secundària Dung Lac.
L'agost de 1952, el rector Peter Nguyen Huy Mai va ser nomenat rector del seminari menor de Pius XII i vicari general. Linh El pare Can va ser promogut com a rector de la catedral de Hanoi i administrador general de la regió de Hanoi. El 1954, quan es van implementar els acords de Ginebra, 100 dels 180 sacerdots de la diòcesi van emigrar amb feligresos al Vietnam del Sud. El pare Can es va quedar amb uns quants feligresos per servir la diòcesi i continuar les obres de restauració de l'església. Els contemporanis el veieren com un dels líders de l'Església catòlica al nord de Vietnam i ajuden la gent a superar les dificultats quan la situació social es tornà volàtil a causa de la relació entre el govern democràtic vietnamita i la República Popular Democràtica de la Xina. La República i el Vaticà estvean fracturats. El 1958, va ordenar que sonés la campana de la catedral de Hanoi en una hora per demanar ajuda als feligresos per salvar l'església davant d'un grup de persones que afirmaven ser les masses que es van reunir per decorar la casa per Nada. El motiu també va ser que fa un any, les autoritats amb motiu del Nadal van enviar una multitud a aquesta església per penjar llums de flors decoratives i obligar l'església a pagar un import total massa elevat. Després d'això, el sacerdot Can i el vicari general de l'arxidiòcesi de Hanoi John Lasan Nguyen Van Vinh i alguns feligresos van ser acusats pel govern de pertorbar la pau i l'ordre. El pare Can va ser condemnat a 12 mesos de presó. El 1959, el sacerdot Can era el rector de la catedral i, al mateix temps, ocupava el càrrec de Ke Seth. El mateix any, l'estat en aquell moment va confiscar les terres a la nunciatura de Hanoi. El rector de la catedral de Hanoi, Trinh Van Can, va haver de traslladar l'estàtua de la Mare de Déu de la Nunciatura per amenaces de les autoritats. El 1960, com a representant del Vicariat Apostòlic de Hanoi, el sacerdot Trinh Van Can va anar al Vicariat Apostòlic de Lang Son per assistir al funeral del difunt vicari apostòlic Félix-Maurice Hedde Minh. No obstant això, en arribar, l'enterrament es va completar.
Quan parlava del seu procés pastoral, el bisbe Lorenzo Chu Van Minh va dir: durant l'època en què el pare Can era el rector de la catedral, es preocupava molt i estimava els nens, feia de servidors d'altar, cor, organitzava pícnics. Com a amant de Maria com el bisbe Trinh Nhu Khue,.. va organitzar i es va centrar amb cura en les seves devocions; També estimava els pobres. El pare Can és una persona que sempre ajuda, simpatitza amb els feligresos i cuida els joves sacerdots, així com les religioses i les cases religioses de la diòcesi.

### 1963-1979: Ascens a Bisbe
El 5 de febrer de 1963, la Santa Seu va nomenar el pare Trinh Van Can com a arquebisbe de l'arxidiòcesi de Hanoi amb dret de successió, però en aquell moment l'arxidiòcesi de Hanoi no havia anunciat aquesta notícia per moltes raons. No va ser fins 4 mesos després, el 2 de juny de 1963, que el pare Can va ser ordenat oficialment bisbe amb el títol d'arquebisbe coadjutor. La cerimònia d'ordenació va ser presidida per l'arquebisbe Joseph Maria Trinh Nhu Khue a la catedral de Hanoi sota la sorpresa dels feligresos de l'arxidiòcesi. En aquell moment, el bisbe Can tenia 42 anys
L'endemà, una declaració de l'arxidiòcesi de Hanoi va anunciar el seu nomenament com a arquebisbe coadjutor de l'arxidiòcesi. Alguns contemporanis van considerar que aquesta era una forma d'"ordenació prèvia", així com molts altres casos pensats per l'arquebisbe Joseph Maria Nhu Khue. El mateix any, va assistir al Concili Vaticà II amb l'arquebisbe de Saigon Phaolô Nguyễn Văn Bình.
Des de 1973, el bisbe Trinh Van Can tradueix cançons llatines al vietnamita. El mateix any es va reobrir el Seminari Trang Tap amb el nou títol de Seminari Major de Sant Josep. Va assumir el càrrec de rector d'aquest gran seminari L'any 1974, la Santa Seu va convidar el bisbe Khue a assistir al Sínode Mundial dels Bisbes amb el tema "L'Evangelització al món modern" a Roma. Per motius de salut, l'arquebisbe Trinh Nhu Khue va designar l'arquebisbe Trinh Van Can per assistir-hi, acompanyat del sacerdot secretari Francis Xavier Nguyen Van Sang.
El 21 de setembre de 1974 va anar a Roma per assistir al Sínode Mundial dels Bisbes. Va ser el primer missioner del Vietnam del Nord que va participar en un esdeveniment catòlic internacional, des de 1954. La cerimònia d'obertura es va celebrar el 27 de setembre de 1974. Aquest va ser l'acte de cloenda, sobretot perquè després de 20 anys de guerra la L'Església catòlica del Vietnam del Nord no tenia contacte oficial regular amb la Santa Seu. En el seu discurs d'obertura, el papa Pau VI va saludar la delegació vietnamita i va expressar el seu respecte esmentant el nom de l'arquebisbe coadjutor de Hanoi. En el Sínode Mundial dels Bisbes, va fer una breu presentació de quatre punts sobre el funcionament de l'Església Catòlica al Vietnam del Nord Durant el sínode també va dir: Si us plau, envieu-nos la vida dels Sants i considera que això és el més important per als seus feligresos en aquell moment.. El bisbe Can va pronunciar el seu segon discurs al Sínode sobre el tema de "Els nens i la missió". El segon assaig té el contingut principal que els nens són el paper dels nens en l'evangelització. L'assaig ha tingut ressonància mundial, Roger Brien , un poeta i escriptor a Nicolet, Quebec, Canadà, va escriure a l'arquebisbe de Can, afirmant: "Al món ha estat realment famós per la seva obra. el número de "Predicar l'Evangeli dels nens". No va esmentar la política ni el govern de la República del Vietnam al Vietnam del Sud. El Sínode va acabar el 26 d'octubre. El 19 d'octubre , a través de l'organització i el patrocini de Monsenyor Hasseler (Hüssler), el Director Internacional de Càritas va assumir tots els costos d'assistència al Director.Trinh Van Can es va reunir amb la seva mare. , Anna Nguyen Thi Thao, després de 20 anys de separació. En aquesta reunió també hi havia la germana de la mare de l'arquebisbe Can, que també és la mare del sacerdot Joseph Ky. Sobre el contingut de la trobada, el pape pregunta sobre la situació de l'Església a Hanoi , el clergat i les laïcs. Al final de la trobada, el Papa va obsequiar a l'arquebisbe una petita campana, rematada amb el simbolisme de Crist, envoltat dels quatre evangelistes, i la campana té les paraules "Vaticà II". A més, el Papa també va lliurar a l'arquebisbe coadjutor de Hanoi llibres sobre el Concili Vaticà II i imatges del Concili. Aquestes imatges Trinh Van Can va fer còpies de moltes còpies per regalar als catòlics, juntament amb alguns rosaris beneïts pel mateix papa. Els arranjaments per al viatge de la mare de Trinh Van Can també incloïen sacerdots; monges estrangeres, l'arquebisbe de l'arxidiòcesi de Saigon Paul Nguyen Van Binh i el nunci apostòlic al Vietnam Henri Lemaitre. El març de 1947, el nen Can va deixar But Dong a Hanoi per anar al seminari. Quan va ser ordenat sacerdot l'any 1949, la seva mare al camp remot de But Dong no va poder anar a Hanoi per assistir a missa. Cap a 1952 , però el poble de Dong ha ser bombardejat pels francesos, ha d'anar a Hanoi amb la seva filla. El 1954 es va traslladar amb la seva filla al sud. Aquell mes, el papa Pau VI va rebre la seva mare a la sala d'estar i va fer una foto commemorativa. L'endemà, després de la finalització de la Conferència Mundial dels Bisbes, va anar a la seu de l'Assemblea General de l'Orde Franciscana a Roma per visitar el Pastor General Constantin Koser i demanar la seva incorporació a la Tercera Orde de l'Orde Franciscana. El ministre general li va donar la benvinguda i el va dispensar d'haver de "formar-se" durant l'any segons la Regla de l'Orde i va fer els seus vots, i al mateix temps li va autoritzar a establir la Tercera Orde dels Franciscans a la diòcesi.
El 25 de gener de 1975, l'arquebisbe Trinh Nhu Khue i l'arquebisbe Trinh Van Can van tenir una audiència amb el primer ministre de la República Democràtica del Vietnam, Pham Van Dong. Durant la reunió, l'arquebisbe Khue va transmetre que el papa Pau VI havia facilitat la participació dels clergues en el Sínode dels bisbes. També el 1975, va publicar 5.000 exemplars del Nou Testament que va traduir. L'any següent, ell i diversos altres van publicar tres volums d'Himnes I , II i III. El mateix any, va acompanyar el nou cardenal Joseph Maria Trinh Nhu Khue per rebre el capell vermell. Al juliol, ell i el cardenal Trinh Nhu Khue van ser rebuts a París com a comunió de sacerdots d'ultramar amb l'Església d'origen.
El 26 de juny de 1977, va ordenar nou sacerdots a la catedral de Hanoi. Més d'un any després, quan va morir el papa Pau VI, el cardenal Joseph Maria Trinh Nhu Khue va anar a Roma per triar un nou Papa. El papa Joan Pau I va ser escollit el 26 d'agost; el cardenal Trinh Nhu Khue no va tenir temps de tornar al país quan el nou Papa va morir sobtadament. El cardenal Khue va haver de quedar-se per triar un nou Papa, aquesta vegada el Papa Joan Pau II va ser escollit el 16 d'octubre. Després d'això, el cardenal Trinh Nhu Khue va tornar a casa i va continuar celebrant la missa l'endemà, però al vespre va tenir un atac de cor i va morir sobtadament. Amb el càrrec d'arquebisbe adjunt, el bisbe Trinh Van Can succeeix automàticament al càrrec d'arquebisbe de l'arxidiòcesi de Hanoi, convertint-se en la segona persona a ocupar aquest càrrec. L'arquebisbe successor Trinh Van Can va presidir el funeral del difunt cardenal Joseph Maria Trinh Nhu Khue, amb el qual van concelebrar 11 bisbes i 50 sacerdots.

## Líder catòlic al Vietnam del Nord

### Promoció al cardenalat i establiment de la Conferència Episcopal
Només sis mesos després de succeir a Joseph Maria Trinh Nhu Khue com a arquebisbe de Hanoi, el 26 de maig de 1979, el Vaticà va anunciar la promoció de cardenal a arquebisbe de Hanoi Joseph Trinh Van Can quan només tenia 58 anys.Després d'això, ell i el sacerdot Francis Xavier Nguyen Van Sang van anar a Roma per rebre el capell cardenalici. La cerimònia de lliurament es va celebrar a la Sala Pau VI, presidida pel Papa Joan Pau II. Va rebre oficialment el títol de cardenal prevere de l'església de Santa Maria a Via, convertint-se en el segon cardenal vietnamita.El nou cardenal va prendre el seu tron a la basílica de Santa Maria de la Via. El 25 de juliol de 1979, va escriure al Pare General Vincent de Couesnangle demanant cooperació en qüestions espirituals i tècniques per promoure la canonització dels beats vietnamites.A finals de juliol, va tornar a Hanoi. El 15 d'agost de 1979, va rebre el primer ministre vietnamita Phạm Văn Đồng.
A principis de 1980, el cardenal Joseph Maria Trinh Van Can va disputar les terres del palau episcopal de Hanoi amb el govern vietnamita, però no ho van acceptar, turmentant-lo diàriament tocant música alta fins a la seva mort el 1990. El cardenal Can es va queixar repetidament a les autoritats que no podia dormir, però les autoritats no van respondre. La nova situació de Vietnam després de 1975 va provocar una nova necessitat de l'Església vietnamitava ser establir la Conferència Episcopal d'un Vietnam unificat, en línia amb les aspiracions comunes dels bisbes vietnamites contemporanis. L'inici de l'establiment de la Conferència Episcopal de Vietnam es va reactivar l'any 1976 amb motiu del retorn de l'arquebisbe Trinh Nhu Khue de Roma per rebre el títol de cardenal. Però no va ser fins a l'any 1979, quan l'arquebisbe Trinh Van Can va anar a Roma per rebre el títol de cardenal i va tornar, va mantenir converses urgents amb el govern i el Comitè de Govern per a Afers Religiosos per discutir la formació d'un Consell de Bisbes Catòlics. Els articles de Vietnam estan unificats a tot el país. Després de ser aprovat pel president del Consell de Ministres de la República Socialista del Vietnam Pham Van Dong, el 3 de gener de 1980, va presentar una sol·licitud oficial al govern vietnamita per demanar permís als bisbes vietnamites per reunir-se a Hanoi per a una reunió preparatòria. Del 24 d'abril a l'1 de maig de 1980, 33 bisbes d'arreu del país van tornar a Hanoi per assistir al congrés fundacional de la Conferència Episcopal del Vietnam i el van escollir per unanimitat com a primer president de la Conferència Episcopal del Vietnam. En aquest congrés, els bisbes van emetre la seva primera carta conjunta l'1 de maig , que definia clarament la direcció pastoral de l'Església vietnamita de la següent manera:
| « | Com a Església al cor de la nació vietnamita, estem decidits a seguir amb el destí de la nostra pàtria, seguint la tradició nacional i submergint-nos en la vida actual del país. El Concili ensenya que "l'Església ha de progressar conjuntament. amb tota la humanitat i compartir un destí terrenal comú amb el món» (MV 40,2). Per això hem d'acompanyar el nostre poble, compartir una comunitat de vida amb el nostre poble, perquè aquesta pàtria és el lloc on som cridats per Déu. viure com els seus fills, aquest país és el ventre de la mare que ens porta en el procés de realització de la nostra vocació de ser fills de Déu, aquest poble és la comunitat que Déu ens va donar perquè servís tant com a ciutadans i com a membres del Poble de Déu. " | » |

Després del congrés fundacional de la Conferència Episcopal Vietnamita, ell i alguns bisbes vietnamites van anar a Hongria durant una setmana al maig i va ser rebut per István Sarlós - President del Front Popular Patriòtic. El bisbe de l'arxidiòcesi d'Esztergom László Lékai va continuar. El mateix any, després d'atenuar la situació religiosa, va restablir les files de catequistes i va obrir un curs de formació per a aquesta classe. Per això, el cardenal Can va comptar amb el suport de la Congregació dels Enamorats de la Creu de Hanoi. Després d'això, Joseph Maria Trinh Van Can i tots els bisbes de Vietnam van anar a visitar Ad Limina. Els bisbes es van dividir en dos grups, el Nord dirigit per ell, el Sud dirigit per l'arquebisbe de Saigon Paul Nguyen Van Binh. La delegació de bisbes dirigida per ell va marxar al juny, mentre que la delegació encapçalada per l'arquebisbe Binh va seguir al setembre del mateix any. La delegació dels bisbes vietnamites encapçalada per ell també va visitar el Foyer Phat Diem de Roma i va ser rebuda pel Papa Joan Pau II el 22 de juny.

### Assistència al Sínode i promoció de la canonització

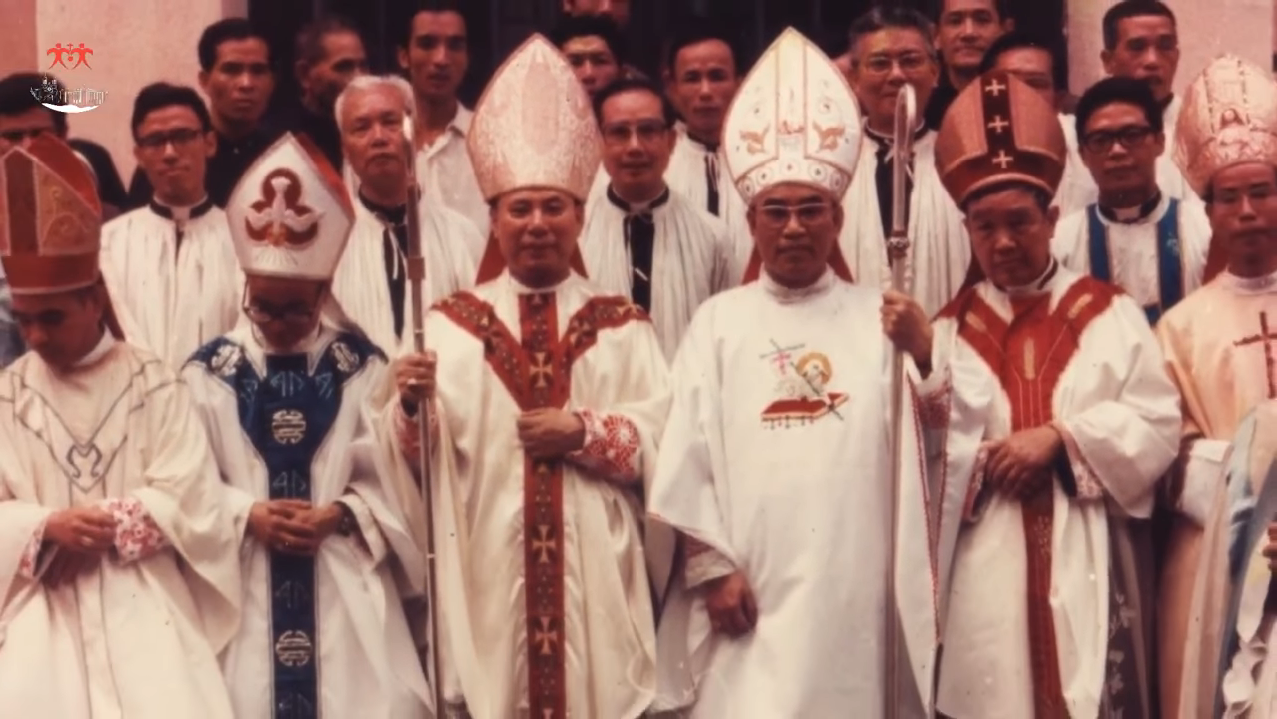
Ordenació del bisbe Joseph Maria Nguyen Tung Cuong 1979

El 1981, una entitat benèfica estrangera va patrocinar una reedició de 50.000 exemplars del Nou Testament traduït pel cardenal Trinh Van Can com a obsequi amb motiu de la seva recepció del títol de cardenal a Roma. La Santa Seu va nomenar llavors el pare Francis Xavier Nguyen Van Sang, secretari del cardenal Can, com a bisbe titular de Sarda i bisbe auxiliar de l'arxidiòcesi de Hanoi. La cerimònia d'ordenació episcopal a la catedral el 22 d'abril del mateix any va ser presidida pel cardenal - arquebisbe Trinh Van Can, el 25, va nomenar el bisbe Sang com a vicari general.
El 1982, amb permís del govern, va ordenar sis sacerdots. El març següent, va ser posat sota arrest domiciliari mentre 130 sacerdots més van ser enviats a un camp de reeducació. Un mes més tard, va conèixer el Dr. Frank Werkmeister , un dels fundadors de l'Associació d'Amistat entre el poble de la República Federal d'Alemanya i la República Socialista de Vietnam, anomenada per abreujar l'Associació d'Amistat amb Vietnam. Després d'això, va assistir al 2n Congrés dels Bisbes vietnamites i va continuar sent elegit President de la Conferència Episcopal de Vietnam aquest mandat. També en aquesta ocasió i per presentar la llista dels bisbes que podrien anar a Roma per assistir al Sisè Sínode Mundial dels Bisbes l'any 1983, els bisbes van establir una delegació encapçalada per ell per saludar el Comitè Central del Front de la Pàtria Vietnamita. La delegació va ser rebuda pel Sr. Huynh Tan Phat i el Sr. Hoang Quoc Viet a la seu.
El novembre de 1983, el Congrés de Catòlics per a la Construcció i Defensa de la Pàtria del Vietnam va establir el Comitè de Solidaritat Catòlica del Vietnam i el va convidar a assistir-hi, però ell va enviar al seu lloc el bisbe auxiliar Francis Xavier Nguyen Van Sang. Es diu que els comentaris sobre el cas dels bisbes vietnamites van ser bastant cautelosos: l'arquebisbe de la ciutat de Ho Chi Minh, Nguyen Van Binh, va dir que no va confirmar ni condemnar les noves comissions, i el cardenal Can va dir que no pertanyia als antecedents d'aquesta comissió, així que va evitar fer comentaris. El cardenal Trinh Van Can va ser posat sota arrest domiciliari entre finals de 1983 i 1984, juntament amb entre 100 i 200 sacerdots que van ser enviats a camps de reeducació o empresonatsDurant l'arrest domiciliari de Joseph Maria Trinh Van Can, el 10 de maig de 1984, el papa Joan Pau II durant la seva visita a Tailàndia va enviar un telegrama a l'Església catòlica vietnamita.
Amb motiu de l'inici de l'Any Nou Lunar de 1985, el 14 de gener, el Papa Joan Pau II va enviar una carta al cardenal Can per informar-se sobre la visita Ad Limina d'enguany dels bisbes vietnamites.Com que no va rebre resposta, la carta va ser emesa en vietnamita a través de la ràdio Vaticana. En la carta, el papa desitjava retrobar-se amb els bisbes vietnamites, i al mateix temps expressava la preocupació de la Santa Seu per la situació del catolicisme al Vietnam.{{#thẻ:ref| Es diu que la carta prové del fet que l'arquebisbe de Hue, Philip Nguyen Kim Dien, és limitat a la ciutat i no pot realitzar treballs pastorals.}} Abans que s'aprovés la canonització dels beats vietnamites, va consultar al Papa sobre aquest tema, i va pensar que la canonització augmentaria el nombre de feligresos a Vietnam. Aleshores, va escriure una carta demanant al Papa Joan Pau II que canonitzés els beats vietnamites en el 25è aniversari de l'establiment del clergat. Aleshores, el cardenal Trinh Van Can va trucar a Monsenyor Vinh Son Tran Ngoc Thu a la casa de Phat Diem a Roma i va discutir el tema de la canonització dels Beats màrtirs vietnamites, demanant-li que Thu li digués si acceptava acceptar la responsabilitat. de demanar o no canonització. Monsenyor Thu va acceptar, i va treure de la butxaca una carta mecanografiada, segellada i signada; va ser una carta d'autorització perquè Monsenyor Thu actués com a Postulador en el cas de la canonització dels Beats Màrtirs vietnamites. El 6 de maig, Trinh va sol·licitar en nom de la Conferència Episcopal Vietnamita per intensificar la canonització dels màrtirs vietnamites.</ref> Després de presentar una petició per a la canonització dels màrtirs al Vietnam, va haver de presentar els registres personals dels màrtirs a les autoritats. A causa d'aquesta canonització, el govern vietnamita va posar els bisbes de Hanoi sota vigilància dia i nit.
"La xifra és que durant el tumult de fa dècades sobre la perspectiva que l'Església Catòlica Romana canonitzés 117 màrtirs i màrtirs vietnamites al rang de Sant, es van celebrar reunions a tot arreu, eren suficients paraules d'elogi i crítiques. Nosaltres, els bisbes de Vietnam (jo era secretari general en aquell moment) van ser convocats a l'oficina per escoltar un orador responsable que parlava de manera molt eloqüent i atractiva, però la majoria de les vegades, aquestes paraules een per criticar i difamar els màrtirs vietnamites que venien aigua, eren lladres, lladres i mala gent...
De sobte, vaig veure el cardenal Joseph Maria Trinh Van Can agenollat, cobrint-se la cara, plorant fort i cridant: "Si us plau, atureu-vos, si us plau! No teniu dret a insultar i difamar els nostres avantpassats que estimem, estimem i respectem ". Dient això, va tornar a plorar fort.
Els bisbes, veient-ho, es van retirar tranquil·lament de la sala, i la reunió es va acabar automàticament sense trompeta ni tambor”.
Més tard, en una entrevista, l'antic bisbe auxiliar de Hanoi Francis Xavier Nguyen Van Sang, aleshores retirat, va afegir que se'l va acusar de "gairebé Trinh Van vell". Si la base cau, el nombre de canonitzacions serà 118, no 117". El bisbe Sang també va dir que estava emocionat per la imatge dels cardenals fent una reverència davant els bisbes que es van oposar a la promoció de la canonització durant la conferència. Segons l'opinió del bisbe Lorenzo Chu Van Minh i el bisbe Francis Xavier Nguyen Van Sang, el representant del govern, Mai Chi Tho, va difamar els màrtirs vietnamites, fent irrompre Hong Trinh Van Can en llàgrimes. També en aquest any, la llista per anar a Ad Limina prevista per al novembre l'incloia el bisbe Francis Xavier Nguyen Quang Sach (en lloc de l'arquebisbe de Hue Philip Nguyen Kim Dien que no podia sortir de Hue) i l'arquebisbe de la Ciutat Ho Chi Minh Phaolô Nguyễn Văn Bình. Al final, però, el bisbe Paul Huynh Dong Cac va substituir el bisbe Nguyen Quang Sach per anar a Ad Limina. Els tres homes van ser ben rebuts, i el cardenal Can es va quedar al Sínode Extraordinari dels Bisbes de 1985 sobre el tema "El vintè aniversari de la conclusió del Concili Vaticà II). Més tard, ell i els bisbes Paul Nguyen Van Binh i Paul Huynh Dong Cac, i sacerdots vietnamites van concelebrar la missa amb el Papa Joan Pau II a la capella del Papa amb la participació de religiosos i religiosos vietnamites i fidels laics a Roma per pregar pel país i l'Església vietnamita.El mateix any, la seva traducció del Nou Testament va ser republicada per primera vegada per la comunitat catòlica vietnamita al comtat d'Orange, Califòrnia.
A principis de novembre de 1985, Trinh Van Can i l'arquebisbe Phaolô Nguyễn Văn Bình i el bisbe Phaolô Huỳnh Đông Các van tenir una audiència amb el papa Joan Pau II. Del 24 de novembre al 8 de desembre, el cardenal Can participa en el Sínode mundial especial dels bisbes. El 13 de desembre, abans que els bisbes vietnamites tornessin a casa, van concelebrar amb el papa, pregant per l'Església de Vietnam i el país de Vietnam. També el desembre de 1985 , Joseph Maria Trinh Van Can va rebre una carta del papa Joan Pau II com a president de la Conferència Episcopal vietnamita. A la carta, el Papa lamentava que només tres bisbes vietnamites poguessin anar a Roma per fer l'últim viatge Ad Limina de 40 bisbes al Vietnam.El Papa creia que el cardenal Can ha fet una bona feina en nom dels altres bisbes per no anar a Roma, a la carta papal també ho assenyala en nomenar els bisbes vietnamites segons cada província i després cada diòcesi en torn. En el seu discurs al Papa durant la cerimònia a Roma, va dir que l'Església de Vietnam havia estat autoritzada a imprimir 80.000 missals i 8.000 bíblies. També amb motiu del 25è aniversari de l'establiment del clergat vietnamita, va celebrar la missa a la basílica de Sant Pere. Després de rebre la carta del Papa, en nom de sis milions de catòlics vietnamites, va agrair al Papa el seu suport a l'esforç de socors al Vietnam central el 1984 i va afirmar que els catòlics vietnamites estan orgullosos de ser membres de l'Església Catòlica Romana.
Durant la vuitena sessió de la Conferència Episcopal el maig de 1986, amb el cardenal Trinh Van Can com a president, Nguyen Van Linh va elogiar els catòlics però va advertir contra les activitats religioses disfressades que perjudicaven els interessos del país Linh també va reconèixer que hi havia errors a l'hora d'implementar les polítiques de llibertat religiosa del Vietnam i va demanar a les organitzacions estatals que corregessin els errors amb determinació. També va transmetre la salutació del Partit i del Consell de Ministres a tots els catòlics vietnamites i va agrair les seves contribucions a la defensa nacional, especialment als joves catòlics que van lluitar amb valentia i van morir a l'exèrcit. El cardenal Can va respondre en un discurs preparat en què els catòlics es van comprometre a viure al país i unir-se als altres per construir la pàtria. Al setembre del mateix any, la província de Ha Nam Ninh, inclosa la diòcesi de Bui Chu , va ser colpejada per l'huracà Wayne, i el cardenal Can va expressar interès per les esglésies d'aquesta diòcesi.

### Canonització i activitats a finals de 1988
El 1987, Joseph Maria Trinh Van Can va ser convidat a participar en la 7a Conferència Mundial dels Bisbes sobre La vocació i la missió dels fidels laics a l'Església i al món, però les autoritats no el van autoritzar a viatjar a Roma; als altres dos bisbes vietnamites als quals se'ls permeté anar només van poder volar quan s'havia acabat la meitat del temps de la Conferència General dels Bisbes. No obstant això, en una carta enviada al Sínode el 20 de setembre i publicada el 7 d'octubre a la sessió matinal del Sínode, el cardenal Can va dir que no hi assistia a causa del seu estat mèdic. El mateix any va publicar Himnes volum IV.
Temps abans de la canonització de 117 beats vietnamites a Roma el 1988, les autoritats vietnamites es van oposar fermament a això. Els periodistes vietnamites Tran Bach Dang, Nguyen Khac Vien i membres del Comitè de Solidaritat Catòlica del Vietnam van escriure molts articles expressant el seu desacord amb la canonització de l'Església. El Sr. Vien va dir que la canonització és un cop perillós per a la unitat nacional del Vietnam. A més de l'impacte mediàtic, el govern vietnamita també exercí pressió sobre la conferència episcopal vietnamita. El diari Catòlic i Nacional tingué la intenció d'obtenir signatures de suport a la petició d'ajornament de la canonització. El cardenal Trinh Van Can i molts bisbes i sacerdots van expressar la seva oposició, per la qual cosa es va suspendre aquest treball. A principis de març de 1988, la Conferència Episcopal de Vietnam va celebrar una reunió extraordinària per discutir la qüestió de la canonització. Després de concloure la sessió extraordinària el 4 de març, el Consell va emetre un comunicat en què afirmava que la posició de l'estat neix del desig de preservar la unitat nacional, el desig de l'Estat d'aprovar una delegació de bisbes de Vietnam va venir a la Santa Seu per presentar l'statu quo de canonització al Vietnam. El 5 de març, els bisbes vietnamites van tenir una reunió amb el president del Consell d'Estat Vo Chi Cong. El cardenal Can, en representació dels bisbes, va informar de la reunió extraordinària del president del Consell d'Estat. El cardenal Trinh Van Can va ser convidat al seminari de la Comissió Científica i Social del Vietnam el 10 de març de 1988. En aquesta conferència, moltes opinions compartides amb el cardenal Can van expressar la dificultat subjecta al cas de canonització de l'Església catòlica.
En declaracions a la Reunió Anual de la Conferència Episcopal Vietnamita celebrada del 17 al 23 de maig de 1988, el Sr. Nguyen Quang Huy, Cap del Departament d'Afers Religiosos del Govern del Vietnam, va dir que des del principi, la petició de declarar els sants han estat brutalment polititzats. Concretament, va dir que la petició va ser preparada per estrangers perquè el cardenal Trinh Van Can la signés a l'estranger, sense consultar amb l'Església i l'estat de Vietnam. Aquests motius han creat condicions favorables perquè les persones d'origen vietnamita a l'estranger puguin dur a terme intrigues polítiques. El Sr. Huy va donar les següents raons: l'Església catòlica del Vietnam no té iniciativa, no és consultada i manca d'informació; la canonització està relacionada amb el prestigi de Vietnam, que és una qüestió seriosa però no es consulta el govern vietnamita; les cerimònies polítiques i la manca d'intervenció dels bisbes quan el govern vietnamita critica; evocar qüestions històriques complicades, posar en dubte les actituds polítiques d'alguns sants i plantejar preocupacions sobre l'actitud de l'Església catòlica al Vietnam. El cap del Departament d'Afers Religiosos va dir per les raons anteriors: Va dir en nom del Consell de Ministres que l'Estat no s'oposa a la canonització, però espera que la Conferència Episcopal prengui un paper actiu eliminant elements polítics de la cerimònia de canonització. També va concretar què ha de fer la Conferència Episcopal per mostrar el paper actiu i demostrar les responsabilitats de la Conferència Episcopal davant el clergat, els laics i la societat.
El 22 de juny, després d'una reunió de conclave sobre canonització, el cardenal Casaroli -secretari d'Estat de la Santa Seu va enviar una carta a ell i a la Conferència Episcopal Vietnamita informant que la Santa Seu havia aprovat la canonització de 117 beats de Vietnam el dia abans i celebrarà el mateix mes de l'any vinent, el cardenal Casaroli també esperava que la cerimònia de canonització encoratgés la gent a donar testimoni de la seva fe i caritat enmig de la societat vietnamita. Tres dies després, va enviar una resposta i agraïment, en la qual també deia que els catòlics vietnamites també estaven encantats amb la notícia i va indicar que tenia previst liderar una gran delegació vietnamita này. El papa Joan Pau II també va trucar al cardenal Can poc després que acabés el sínode per informar de la notícia. Quan finalment es va resoldre la qüestió legal el 30 de juny. Amb la carta núm. 196.245, el director general permanent de l'Església, Eduardo Martínez Somalo va informar als tres postulants vietnamites, França i Espanya que la data de la canonització seria el següent 19 de juny. Aquella mateixa tarda, mossèn Thu, el postulador vietnamita, va enviar un telegrama en llatí al cardenal Trinh Van Can per informar-lo.
Com a arquebisbe de Hanoi, president de la Conferència Episcopal, va presentar les peticions de la Santa Seu en nom de la Conferència Episcopal Vietnamita el 16 de novembre de 1985. A partir d'avui, les autoritats van iniciar una campanya per desacreditar alguns dels Sants. Va preparar un document oficial per enviar al govern vietnamita l'any 1988 demanant permís per organitzar una delegació per assistir a les cerimònies de canonització a Roma i preparar-se per a la celebració a Vietnam Sud una setmana més tard. Després va escriure a un amic, el cardenal Can, va dir que els catòlics vietnamites assistiran a la cerimònia de canonització en esperit amb oracions el 19 de juny. Va agrair al Papa en nom del poble vietnamita Joan Pau II per la decisió de canonitzar-los. El contingut de la carta es va remetre al Papa, que va interpretar la carta en què s'indicaven els següents punts principals: El cardenal Can no va planejar amb el govern vietnamita intentar ajornar la canonització, i no va confirmar cap delegació catòlica designada pel govern per Roma per pressionar el Papa. Tampoc esperava que se li permetés anar a Roma per a la cerimònia i va pensar que el govern vietnamita permetria als catòlics celebrar la canonització pública o venerar els 117 màrtirs com a sants. El govern vietnamita es va oposar a la canonització perquè, segons la història oficial,. va argumentar que la canonització no tenia cap significat polític: "No és només un honor per a l'Església a Vietnam, és un honor per a tots els vietnamites".
Va concedir l'elecció del text a llegir a la missa perquè les autoritats creien que no s'havia d'utilitzar el text dels Macabeus sinó que s'havien d'escollir altres textos. Va dir, però, que els bisbes no volien cridar més l'atenció del govern, que la canonització "pot provocar malentesos sobre la vida de la comunitat catòlica a Vietnam". El maig de 1988, el Papa Joan Pau II va seleccionar diversos clergues per assistir a un servei de l'Església Ortodoxa Russa quan el van convidar, inclòs ell mateix. Amb ell hi havia cardenals com John O'Connor, el cardenal arquebisbe de Nova York, el cardenal Agostino Casaroli, una figura poderosa, i diversos altres. Malgrat les objeccions del govern, el cardenal Trinh Van Can va dir que assistiria a la cerimònia de Roma després de viatjar a Moscou per assistir a les celebracions que marcaven el mil·lenni del cristianisme a Rússia a principis de juny.
El 19 de juny de 1988, malgrat les objeccions i obstruccions del govern vietnamita, el papa Joan Pau II va canonitzar 117 màrtirs vietnamites, cosa que el cardenal Trinh Van Can havia promogut contínuament. Es tractà de la cerimònia de canonització més gran de la història de l'Església Catòlica Romana amb 117 canonitzacions, superant les 103 a Corea que també va declarar el Papa Joan Pau II el 1984. Tanmateix, des del costat, Vietnam no tenia una delegació autoritzada pel govern per assistir. Després va nomenar el bisbe auxiliar Francis Xavier Nguyen Van Sang per encapçalar la delegació juntament amb el bisbe Bartholomew Nguyen Son Lam i el bisbe Paul Huynh Dong Cac tenia la intenció d'anar a Roma per explicar i assistir a la cerimònia de canonització, però la delegació tampoc va poder anar-hi. La Conferència Episcopal de Vietnam va expressar un gran agraïment al Papa per aquesta canonització. A l'agost, el Consell de Ministres va discutir i va concedir un permís al cardenal Trinh Van Can per organitzar la veneració de 117 màrtirs i celebrar-la l'1 de setembre a Vietnam, però no va concedir permís a totes les parròquies de les diòcesis.
El 25 de juny de 1988, una declaració del Papa sobre la cerimònia es va dirigir als bisbes de Vietnam, el cardenal Can, i al seu ajudant, el bisbe Nguyen Van Sang. El 8 de juny del mateix any va morir l'arquebisbe de Hue Philip Nguyen Kim Dien. Una setmana més tard, va celebrar un funeral, concelebrant amb la majoria dels bisbes vietnamites i molts sacerdots. El 10 de juny va ser nomenat per la Santa Seu com a arquebisbe administrador apostòlic de l'arquebisbe de Hue després de la mort de l'Arquebisbe Dien, i va acceptar el nomenament. En aquesta qualitat, va visitar parròquies, es va reunir amb sacerdots i monjos, i sis vegades ell mateix va proposar a la Santa Seu que el pare Stanislao Nguyen Duc Ve fos arquebisbe de Hue quan el bisbe Giacôbê Lê Văn Mẫn, successor autoritzat sota l'arquebisbe Dien, es va negar. La recomanació del cardenal Can tampoc va ser acceptada per la Santa Seu i les autoritats. Alguns sacerdots diocesans van demanar la reincorporació de l'antic arquebisbe adjunt Stêphanô Nguyễn Như Thể. Durant la seva etapa com a administrador de Hue, el cardenal Trinh Van Can va causar controvèrsia quan va decidir prohibir l'ús de bastonets d'encens i ofrenes d'encens a les cerimònies catòliques. L'ús de varetes d'encens i el culte catòlic als avantpassats ha estat autoritzat i popularitzat per la Santa Seu en els rituals. La prohibició del cardenal Can va crear una forta protesta contra ell a les diòcesis del Vietnam central. El cardenal Trinh Van Can va acabar amb el seu càrrec d'administrador quan va morir sobtadament el maig de 1990, i el Vaticà va nomenar el "sacerdot vicari general" de l'arxidiòcesi de Hue James Le Van Man per ser el cap de l'arxidiòcesi de Hue administrador d'aquesta diòcesi.
A finals de 1988, l'arquebisbe de Saigon, Francis Xavier Nguyen Van Thuan, va ser alliberat de la presó però va ser portat a la casa del bisbe de Hanoi sota arrest domiciliari, just sota la residència del cardenal Can. Abans, mentre l'arquebisbe Thuan de Saigon estava a la presó, el cardenal Can i el sacerdot Joseph Dang Duc Ngan van visitar moltes vegades, i el bisbe Thuan va ser posat en llibertat amb arrest domiciliari. al Palau Episcopal de Hanoi per la garantia del cardenal Can.

### Any 1989
El gener de 1989, Joseph Maria Trinh Van Can va presidir el funeral del bisbe Hung Hoa Giuse Phan Thế Hinh i va acollir la Conferència dels Bisbes Catòlics dels Estats Units durant la seva visita a Hanoi del 4 al 9. Al març va morir l'arquebisbe de la diòcesi de Thai Binh Joseph Maria Dinh Binh, va assumir el paper d'administrador mentre esperava que la Santa Seu nomenés un nou bisbe per a aquesta diòcesi. Ell i l'arquebisbe Francis Xavier Nguyen Van Thuan de l'arxidiòcesi de Ciutat Ho Chi Minh  va concelebrar la missa amb el papa Joan Pau II a l'abril a la capella privada del papa amb la participació de persones de comunitats vietnamites. Va romandre a Roma fins al 23 d'abril, després va tornar a Vietnam. Abans d'això, ell i el bisbe Thuan s'havien reunit amb funcionaris del Vaticà. A més de concelebrar amb el papa, el cardenal Can també va viatjar a Roma amb l'objectiu d'assistir a la convocatòria anual de la Congregació per a la Missió. També a l'abril del mateix any, va encarregar en nom seu el bisbe auxiliar Francis Xavier Nguyen Van Sang per assistir al Congrés Eucarístic Internacional celebrat a Seül (Corea). Al maig, va anar a Roma per assistir a una reunió de la Congregació per a les Missions.
El juliol de 1989, el cardenal Roger Etchegaray va representar el papa Joan Pau II a Vietnam durant dues setmanes. Després del retorn del cardenal Roger, va escriure una carta d'agraïment per la seva visita a Vietnam i la va considerar una "nova Pentecosta". Durant la visita, el cardenal Etchergaray també va portar un missatge del Papa al cardenal Can i a la Conferència Episcopal vietnamita. En adonar-se de la complicada situació, el cardenal Can va optar per enviar el missatge del papa a través del govern vietnamita i després no va mencionar el missatge. Aquest missatge va ser resumit pel diari Catholic and National , mutilat amb paraules que consideraven inadequades, i publicat més tard l'agost de 1989. El mateix any, va publicar el llibre Aprendre a tocar, aprendre música, aprendre a cantar. El mateix any, un any després de la canonització, ell i el seu bisbe auxiliar, Francis Xavier Nguyen Van Sang, van anar a Roma per rebre tractament mèdic. En aquesta ocasió, Ràdio Vaticana va entrevistar durant una hora el bisbe Sang sobre la canonització dels màrtirs vietnamites. A l'octubre, va escriure una petició al Vaticà demanant que l'Església Catòlica de Vietnam celebrés la festa de Sant Andreu Dung Lac i els seus companys, màrtirs. Al desembre, la Conferència Episcopal Vietnamita va escollir un nou comitè permanent; va dimitir del càrrec de president després de 3 cursos que van durar des de 1980 fins a 1989. i el nou president el va succeir com a bisbe Xuan Loc Phaolô Maria Nguyễn Minh Nhật.

### Mort i successió

#### Nomenament d'administrador apostòlic
El 1989, la Santa Seu va tornar a nomenar Joseph Maria Trinh Van Can com a administrador apostòlic de la diòcesi de Hung Hoa, en substitució del bisbe Joseph Phan The Hinh, que va morir el gener de 1989. Hi ha alguns que creien que la diòcesi estava sota la cura del sacerdot Giuse Nguyễn Phụng Hiểu coi sóc. També va ser nomenat administrador de la diòcesi de Thai Binh el març del mateix any en lloc del bisbe Joseph Maria Dinh Binh que va morir al març i la diòcesi de Thanh Hoa el va substituir pel bisbe Peter Pham Tan, que va morir el febrer de 1990. Al desembre, va assistir a la reunió anual de la Conferència Episcopal de Vietnam i va publicar una carta pastoral demanant als catòlics que s'uneixin per servir els pobres i educar els nens. A aquesta sessió hi va assistir especialment el cardenal Agostino Casaroli. També va conèixer el pare Hermann Schmuck, un dels vuit membres del Consell General a Roma de l'orde de Frares Menors, durant la seva visita a Vietnam el 1990.

#### Mort i funeral

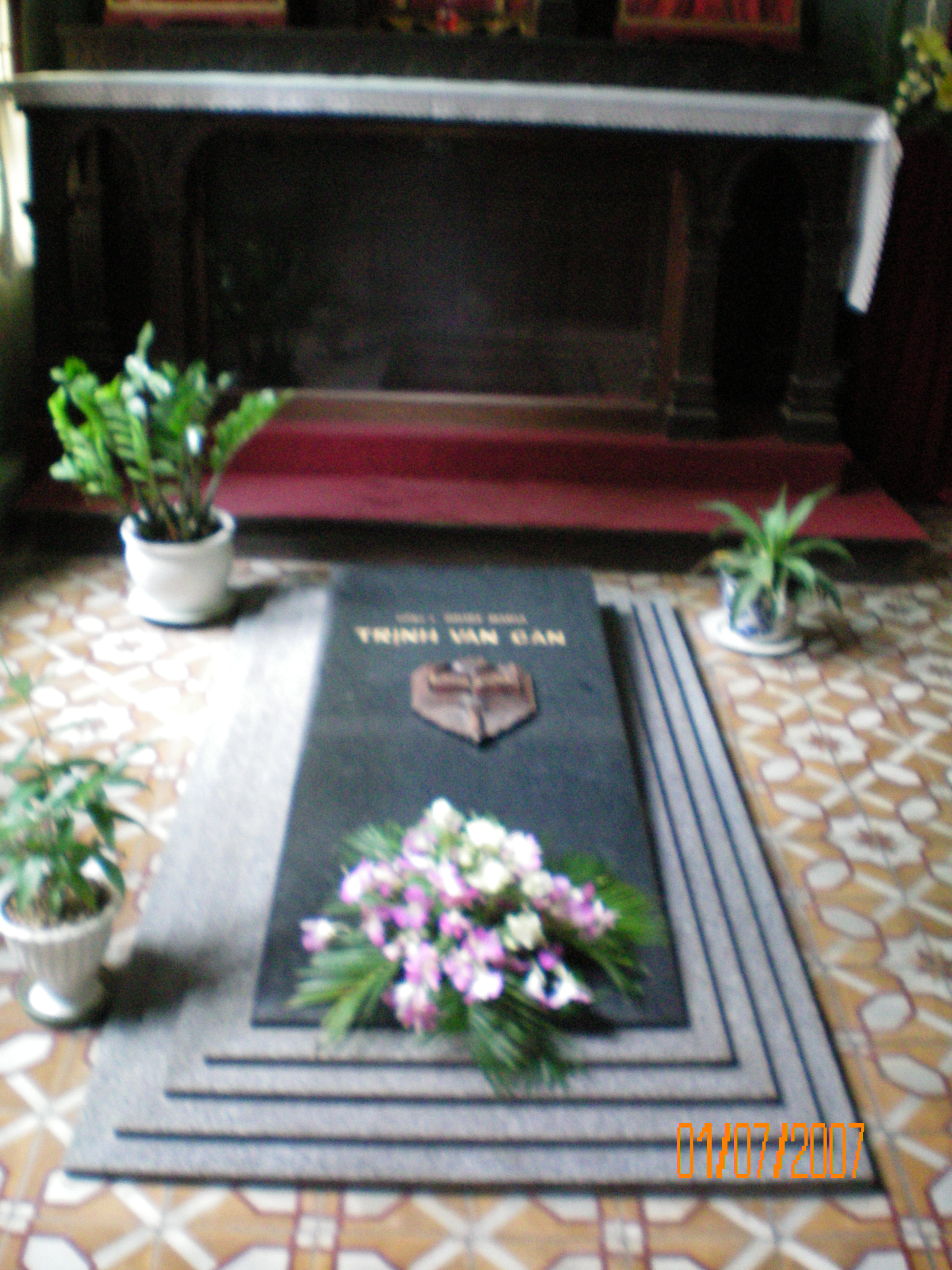
Tomba del cardenal Joseph Maria Trinh Van Can

El 18 de maig de 1990, des del matí fins al vespre, el sacerdot Joseph Dang Duc Ngan, fill espiritual del cardenal Can encara treballava per al cardenal Can, aquest sacerdot no va veure cap signe de malaltia greu enlloc. El pare Ngan va compartir: " A les 16:00 el vaig saludar i vaig tornar a la parròquia de Thuong Thuy, a 12 km del Palau del Bisbe de Hanoi, no m'hauria pogut imaginar que seria l'última vegada que ho faria. veure'l, perquè de seguida. Aquell vespre, la meva família em va informar que anava a casa i només vaig trobar el cos congelat del cardenal a la seva habitació privada al Palau del Bisbe de Hanoi "
A les 20:30 del 18 de maig de 1990, el cardenal Joseph Maria Trinh Van Can va morir sobtadament al seu despatx a causa d'un infart de miocardi i de la pressió arterial , gaudint d'un esperança de vida de 69 anys. A causa de la seva mort, l'arxidiòcesi de Hanoi, amb més de 300.000 feligresos, estava vacant en aquell moment. Com que poc després de la seva mort (el 19 de maig) va ser el 100è aniversari del naixement de Ho Chi Minh , per tal d'evitar expressar dolor en aquest aniversari, la mort del cardenal Trinh Van Can no es va anunciar fins al 21 de maig. Quan es va anunciar la notícia de la seva mort, el papa Joan Pau II va enviar una carta de condol al bisbe auxiliar de l'arxidiòcesi de Hanoi, Francis Xavier Nguyen Van Sang:
Amb un profund afecte, vaig aprendre moltes coses sobre la mort del cardenal Joseph Maria Trinh Van Can, arquebisbe de Hanoi.
En record de la meva destacada visita pastoral a l'església del vostre país, encomano amb fervor el meu cor a Déu, pregant perquè Déu el premii per la seva activitat i que estigui en pau de Déu i visqui amb la Mare de Déu, els Màrtirs vietnamites i tots els justos."
En el seu missatge, el cardenal Casaroli també va expressar el seu condol com a "fraternitat" pels catòlics vietnamites. La Ràdio Vaticà anomena el cardenal Can una afirmació intransigent de les veritats de la fe... I un home amb no menys poder que un defensor de les institucions eclesiàstiques en els afers polítics i socials de la societat del dolor del país. Els carrers al voltant de l'església van ser tancats a primera hora del 22 de maig. El cardenal francès Roger Etchegaray, enviat papal, va ser programat i celebrat l'endemà un servei fúnebre. Joan Pau II, va presidir la missa, a la qual van assistir 20 bisbes, 120 sacerdots i uns 80.000 laics. Un sacerdot va calcular que al voltant d'un milió de persones van sortir al carrer al voltant de l'església l'endemà de la mort de Joseph Maria Trinh Van Can. Milers de persones vénen del camp, però només unes 3.000 poden passar cada dia per la petita sala de la casa particular on es troba el cos del cardenal. Més de 10.000 persones es van barallar al voltant de la catedral de Hanoi durant el seu funeral. Hi ha membres que vénen d'autobusos i bicicletes o fins i tot s'aferren als sostres i als vagons del tren. És per això que la policia va aixecar barricades per controlar les multituds, entre les quals hi havia molts no catòlics que venien a veure les exhibicions funeràries. El govern de Hanoi permet que els funerals es celebrin públicament en una petita plaça verda davant de l'església. Molta gent venia de províncies llunyanes amb flors i retrats d'ell. Sota la política de llibertat religiosa, el seu cos va rebre un funeral solemne mentre una altra processó va desfilar pel carrer a pocs centenars de metres. La seva tomba està enterrada al compartiment esquerre de la catedral de Hanoi, just sota l'altar dels màrtirs vietnamites.

### Successió a les diòcesis
Després de la mort del cardenal Trinh Van Can, la seva diòcesi es va fer càrrec de la sala del tron. Davant d'aquesta situació, el 5 de juliol de 1990, l'arquebisbe de la diòcesi de Bac Phaolô Giuse Phạm Đình Tụng va ser nomenat per la Santa Seu Administrador Apostòlic Va ser la primera vegada en el història de l'arxidiòcesi de Hanoi per substituir el recentment mort cardenal Trinh Van Can, amb l'addició del càrrec de director del seminari de Sant Josep de Hanoi. L'any 1993, el sacerdot vicari general de la diòcesi de Bac Ninh es va emmalaltir, per la qual cosa no va poder fer-se càrrec de la diòcesi, per la qual cosa el bisbe Tung va haver de deixar Hanoi vacant per tenir cura de la diòcesi de Bac Ninh. El 1992, la delegació de la Santa Seu dirigida per mossèn Claudio Maria Celli a Hanoi per treballar amb el govern vietnamita va proposar una solució total que constava de tres punts: nomenar l'arquebisbe Pham Dinh Tung és arquebisbe de Hanoi, El bisbe Francis Xavier Nguyen Van Thuan va ser nomenat arquebisbe adjunt de Hanoi, i el bisbe Nicôla Huỳnh Văn Nghi, arquebisbe adjunt de la ciutat de Ho Chi Minh . Tanmateix, com que el govern no va acceptar el bisbe Thuan com a arquebisbe adjunt de Hanoi, i la Santa Seu va considerar que es tractava d'una mesura integral, la solució va fracassar.
Aleshores, en una reunió, la delegació de la Santa Seu va presentar una solució totalment nova. En el qual, la primera proposta es va reduir respecte a 1992 i encara es van mantenir les dues propostes següents sobre els bisbes Huynh Van Nghi i Nguyen Van Thuan. No obstant això, el govern només va acceptar la proposta per part del bisbe Nghi, però no va acceptar el bisbe Thuan a Hanoi, perquè era una solució total, per la qual cosa la Santa Seu no va nomenar al bisbe Nghi com a arquebisbe adjunt de Saigon. El 1994 , l'arquebisbe Pham Dinh Tung va ser nomenat oficialment arquebisbe de Hanoi per la Santa Seu. La inauguració del bisbe Chan com a arquebisbe es va celebrar el 14 d'agost de 1994. L'endemà, el nou arquebisbe Tung va presidir la consagració del seu nou ajudant, el bisbe Phaolô Lê Đắc Trọng. El mateix any, a l'arxidiòcesi de Hue, la Santa Seu va tornar a nomenar l'antic arquebisbe de l'arxidiòcesi de Hue, Stephan Nguyen Nhu The, com a arquebisbe de l'Administració apostòlica en lloc del pare James Le Van Man.El 1998, la Santa Seu va nomenar oficialment l'arquebisbe Stephen Nguyen Nhu The com a arquebisbe de l'arxidiòcesi de Hue. A la diòcesi de Thai Binh, després de la mort del cardenal Trinh Van Can, la Santa Seu va nomenar el seu assistent a l'arxidiòcesi de Hanoi, el bisbe Francis Xavier Nguyen Van Sang, com a nou arquebisbe de la diòcesi. El bisbe Sang va rebre la seva ordenació a la diòcesi de Thai Binh el 1991.
A la diòcesi de Thanh Hoa, després de la mort del cardenal Trinh Van Can, arquebisbe de Hanoi, i també administrador de la diòcesi. El pare Anton Tran Loc el va substituir com a administrador apostòlic fins que el nou arquebisbe Bartholomew Nguyen Son Lam va ser traslladat aquí per la Santa Seu de l'arquebisbe de la diòcesi de Da Lat  el 1994. Tanmateix, s'ha suggerit que el cardenal Can havia presidit aquesta diòcesi abans. El 1990, el papa Joan Pau II va nomenar el bisbe Joseph Nguyen Phung Hieu com a arquebisbe de la diòcesi de Hung Hoa.

## Principals contribucions al catolicisme vietnamita

### Atenció als feligresos del Nord
Durant la seva etapa com a rector, el pare Joseph Can va realitzar dos grans projectes a la parròquia de Hanoi: construir una capella a les instal·lacions de l'Hospital Phu Doan inaugurada el 1958 i restaurar la catedral de Hanoi, una antiga catedral construïda. el 1884 i acabada el 1888 sota el bisbe Puginier Phuoc (1835-1892). Per superar la dificultat de finançar la reparació de la catedral de Hanoi, va organitzar una loteria a la parròquia amb 100.000 bitllets emesos, amb un preu per cada bitllet de 5 dongs. Associacions, feligresos, nens... de la parròquia van respondre al suport, així que les entrades es van esgotar i després la jornada d'inauguració va anar bé. Molts guanyadors van donar a la fundació per restaurar l'església.
El 1963, quan el pare Joseph Trinh Van Can va ser ordenat arquebisbe coadjutor de l'arxidiòcesi de Hanoi, en aquell moment l'arxidiòcesi tenia 157.000 feligresos, 51 sacerdots i 112 esglésies. L'any 1978, quan Joseph Maria Trinh Van Can es va convertir en arquebisbe de Hanoi, en aquell moment el nombre de feligresos havia augmentat molt. Quan l'arxidiòcesi de Hanoi no tenia sacerdots, va intentar reobrir el Gran Seminari de Hanoi malgrat les difícils circumstàncies fins que el gran seminari es va desenvolupar no només per formar sacerdots per a Hanoi sinó també per a moltes diòcesis del nord. Va enviar gent a camps de reeducació per visitar els sacerdots empresonats mentre es posava en contacte amb les autoritats per suggerir que els sacerdots que estaven en llibertat condicional podien tornar al ministeri.  Durant els seus 27 anys com a bisbe, va ordenar molts bisbes al Nord. A més, com a cap de l'arxidiòcesi de Hanoi, va ordenar sacerdots moltes vegades, encara que el nombre era força reduït per les circumstàncies sociopolítiques que no ho permetien. Amb dues generacions de cardenals de Hanoi, Trinh Nhu Khue i Trinh Van Can, cap dels dos va acceptar l'ordenació sacerdotal clandestina, com va ser el cas de les diòcesis circumdants. Pel que fa a la catequesi, va restablir les files dels catequistes després de dècades d'estancament durant el període de prohibició, que va començar el 1980, amb la col·laboració dels Amants de la Creu de Hanoi. El bisbe Dang Duc Ngan va recordar la seva proximitat amb la gent de l'arxidiòcesi de Hanoi: L'alegria de la vida pastoral, arrelada a l'alegria en el Senyor, sempre atrau la gent cap a ell, i encara que sigui només uns o deu minuts per trobar-se, no es nega a trobar-se amb ningú: reunir-se per fer preguntes. trobada per simpatitzar, trobada per ajudar i la trobada sempre porta alegria als nens de la Diòcesi, així com el respecte dels germans i germanes pagans.'
En els darrers anys de la seva vida, també va exercir simultàniament com a Administrador Apostòlic a petició de la Santa Seu en diòcesis com Hung Hoa, Thanh Hoa, Thai Binh i especialment la diòcesi de Thai Binh i l'arxidiòcesi de Hue.

### Traducció de la Bíblia i col·lecció d'himnes

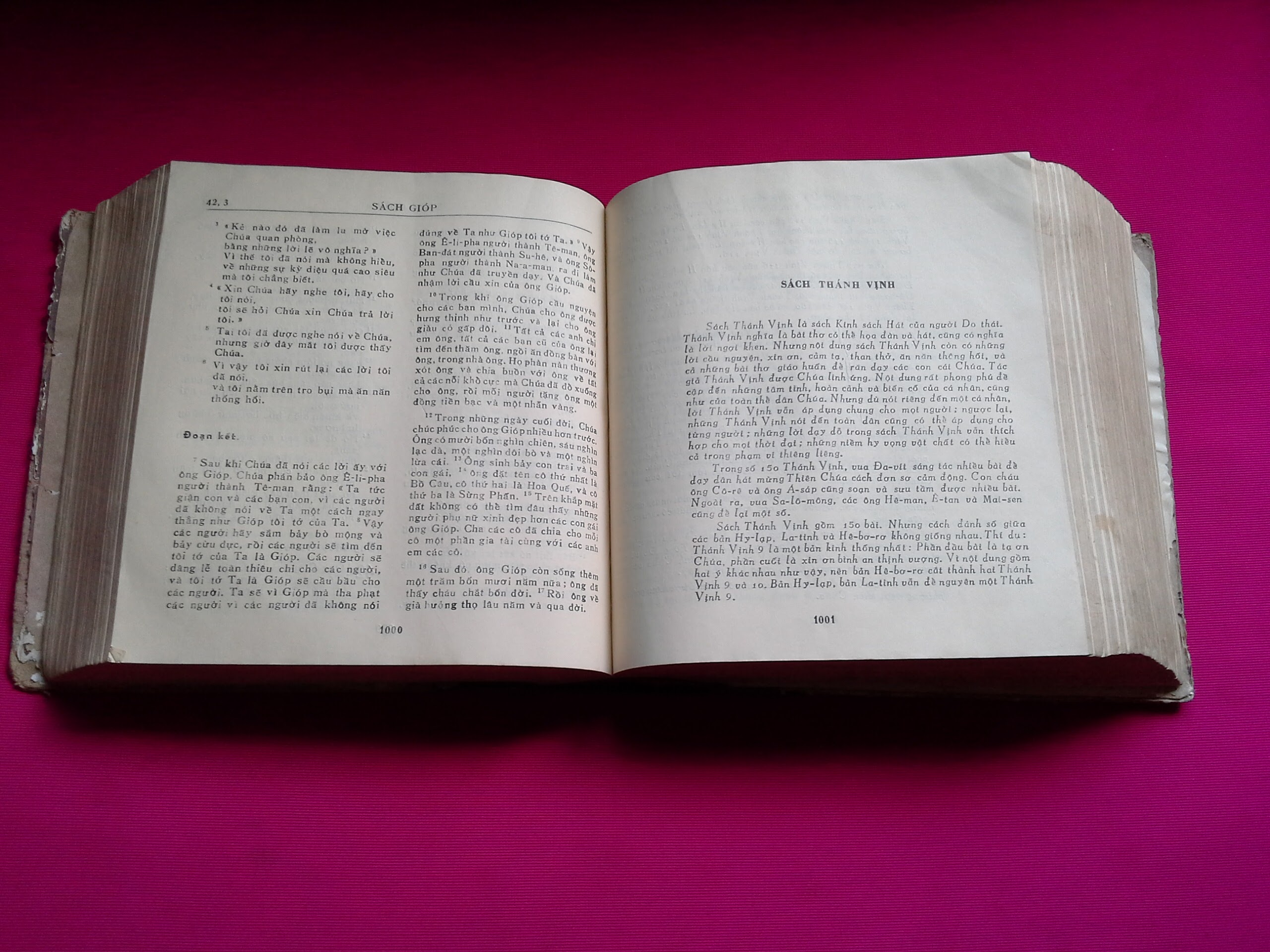
Pàgina d'una traducció de la Bíblia traduïda per Joseph Maria Trinh Van Can i publicada el 1985.

Des de 1972, Joseph Maria Trinh Van Can va començar a organitzar la traducció del Nou Testament. Encara que limitada per la situació de guerra, el 1975, la sèrie de llibres havia publicat més de 5.000 llibres. El 1978, va continuar traduint l'Antic Testament i el va completar abans de 1985.> Va traduir la Bíblia basada en la Bíblia de Jerusalem i va consultar l'hebreu i el grec. El 1985, en la difícil situació del període Doi Moi, l'arxidiòcesi de Hanoi va fer un esforç per vendre tota la seva traducció de la Bíblia. Aquell mateix any es va publicar una còpia de la Bíblia que va traduir al comtat d'Orange, Califòrnia. Es considera que les traduccions editades per l'editor utilitzen un llenguatge comú amb una escriptura més senzilla, fàcil d'entendre i més prosaica que les traduccions antigues. No obstant això, és inevitable que moltes traduccions siguin bastant obertes, sense perdre el significat complet del text original. La seva traducció de la Bíblia es va distribuir a famílies laiques per al seu ús diari.
També es diu que va tenir un gran mèrit en l'edició, la traducció, la sistematització i la difusió de poemes antics. Malgrat la seva edat, encara va aprendre amb èxit a tocar el piano. Va dedicar molt d'esforç a gravar música, corregir les lletres d'articles preciosos perduts i va publicar 7 jocs d'ofrenes florals. Es consideren documents valuosos per a l'estudi de la música ètnica i la integració cultural dels catòlics vietnamites al corrent musical nacional. A partir de 1973, va traduir cançons llatines al vietnamita, va publicar 3 volums de Thanh Ca I, II, III el 1976 i el volum IV el 1986 o 1987. El 1989, va tornar a publicar el llibre "Aprendre l'instrument, aprendre el piano". música, aprèn a cantar"". El 1990, van ser publicats els dos volums del Llibre d'històries de màrtirs vietnamites.

### Establir relacions amb autoritats nacionals i internacionals
Joseph Maria Trinh Van Can va ser el promotor de l'establiment de la Conferència Episcopal de Vietnam el 1980. Va mantenir converses amb el govern i el Comitè del Govern per a Afers Religiosos per discutir l'establiment d'una Conferència Episcopal Vietnamita unificada amb estatus legal complet. A finals d'abril de 1980, 33 bisbes de tot el país van anar a Hanoi per assistir al congrés que establí la Conferència Episcopal del Vietnam. El congrés va escollir el cardenal Trinh Van Can com a primer president. Aquest va ser un esdeveniment important per a l'Església catòlica de Vietnam, ja que per primera vegada els bisbes del país es van reunir i es van unir per forjar una nova direcció pastoral comuna.
Durant la seva vida, Joseph Maria Trinh Van Can va ser sempre el representant de l'Església vietnamita en les activitats diplomàtiques amb el Vaticà, fins i tot quan encara era arquebisbe coadjutor, sota l'arquebisbe Trinh Nhu Khue. Va assistir reiteradament als congressos, al Sínode dels Bisbes organitzats pel Vaticà, sobretot a les sessions anteriors al 1975, malgrat les circumstàncies d'aleshores, la relació entre el Vaticà i el govern vietnamita de la República Democràtica del Sud estava totalment tallada. El 1963, Trinh Van Can va representar l'arquebisbe per assistir al Concili Vaticà II. El 1974, en nom de l'arquebisbe en representació de l'Església nord-vietnamita, va anar a Roma per assistir al Sínode Mundial dels Bisbes. Va pronunciar un discurs destacat sobre la forma de vida i l'observança religiosa al Vietnam en circumstàncies difícils. També va assistir a l'excepcional Sínode Mundial dels Bisbes de 1985 sobre el tema "El vintè aniversari de la conclusió del Concili Vaticà II". El 1987, va ser seleccionat per participar en la VII Conferència Mundial dels Bisbes sobre el tema "La vocació i la missió dels fidels laics a l'Església i al món" - feligresos a l'Església i al món) com a delegat. president, però després no va poder viatjar per malaltia. A més, Joseph Maria Trinh Van Can també va ser qui va completar l'obertura de l'expedient de canonització dels màrtirs vietnamites. Malgrat la gran pressió i l'oposició del govern, el cardenal Can va resoldre amb èxit molts problemes complexos i delicats mantenint el significat de la religió. Aquestes coses tenen una influència important en l'Església catòlica a Vietnam.